# 天主教馬赫格教區
天主教馬赫格教區 （拉丁語：Dioecesis Mahengensis）是坦桑尼亞一個羅馬天主教教區，屬達累斯薩拉姆總教區。
1964年4月21日升為教區。
教區位於莫羅戈羅區南部，2012年有教友200,000人（佔轄區總人口72.1%）、十九個堂區、四十一名司鐸。現任教區主教為阿加皮蒂‧恩多羅博。